# Zack Hemsey
Zack Hemsey (* 30. května 1983) je americký hudební skladatel a producent, známý především díky komponování hudby k filmovým trailerům, jakou je například skladba Mind Heist pro sci-fi thriller z roku 2010 Počátek ve formě Traileru 3. Existuje všeobecně mylná představa, že hudbu k němu složil autor hudby celého filmu Hans Zimmer.
Podílel se na trailerech k thrilleru Bena Afflecka Město (2010) a dramatu Robin Hood (2010) režírovaného Ridleym Scottem. Ve vlastním nahrávacím studiu tvoří také hudbu k televizním seriálům a reklamám.

## Diskografie
Seznam jeho hudební tvorby:

### Filmové trailery
| Název                                 | Film        | Rok  |
| ------------------------------------- | ----------- | ---- |
| Theatrical Trailer                    | Město       | 2010 |
| Mind Heist Simple Idea True Potential | Počátek     | 2010 |
| Theatrical Trailer                    | Robin Hood  | 2010 |
| Cinderella                            | The Cleaner | 2009 |

### Televize
| Název                        | Seriál              | Rok       |
| ---------------------------- | ------------------- | --------- |
| Sanguine Love Second Chances | Kriminálka New York | 2009-2010 |
| Cougar Island                | Hunter Hunted       | 2007      |

### Reklamy
| Název                    | Výrobek      |
| ------------------------ | ------------ |
| Moonlight                | Chrysler 300 |
| Time Lapse               | Taylormade   |
| Count The Ways           | Firestone    |
| Sword                    | Smirnoff     |
| Sweater                  | Eucerin      |
| Queen Latifah            | Jenny Craig  |
| Dizzy                    | US Cellular  |
| Touche / Blink           | Kit Kat      |
| Inspired Design          | Callaway     |
| Water Balloon / Vacation | Enablex      |
| Last Cigarette           | Quitters     |
| Resolution               | Special K    |
| Train                    | iShares      |
| Fire Nation Unleashed    | Avatar       |
| Parking                  | GM           |